# 신사임당초서병풍
신사임당초서병풍(申師任堂草書屛風)은 대한민국 강원특별자치도 강릉시 오죽헌시립박물관에 있는 병풍이다. 1973년 7월 31일 강원특별자치도의 유형문화재 제41호로 지정되었다.

## 개요
이 병풍은 신사임당(1504∼1551)이 초서로 쓴 오언절구의 6폭 병풍이다.
신사임당은 조선시대의 대표적인 예술가로, 율곡 이이의 어머니이다. 19세에 이원수와 결혼하였고, 아버지가 세상을 떠나자 친정에서 3년상을 마치고 서울로 올라갔다. 뛰어난 예술적 감각으로, 초충도, 노아도, 요안조압도 등 여러 작품을 남겼다.
이것은 신사임당의 이종 손녀가 최대해에게 시집올 때 가지고 온 것으로, 이웃 고을 사람에게 넘어간 것을 강릉 부사 이향달이 듣고 주선하여 도로 찾았다. 그 후 강릉시 두산동의 최돈길가에서 전해 내려오던 것을 1971년 강릉시가 인계받아 율곡기념관에 보관하게 되었다.
여기에 쓰인 신사임당의 글씨가 각판되어 오죽헌에 있다. 이 각판은 고종 때의 강릉부사 윤종의가 병풍의 글씨를 베끼어 따로따로 각판을 만든 것으로 이 각판에서 많은 탁본을 만들었다. 또한 이 병풍에는 부사의 발문이 따로 붙여있는데 병풍이 전하여 오게 된 연유를 적고 있다.

## 같이 보기
- 신사임당

## 참고 자료
- 신사임당초서병풍 - 국가유산청 국가유산포털